# Johannes Erich Heyde
Johannes Erich Heyde (* 22. Mai 1892 in Polkenberg; † 6. April 1979 in West-Berlin) war ein deutscher Philosoph und Psychologe.

## Leben
Heyde wurde in Polkenberg  bei Grimma geboren und legte 1912 das Abitur in Grimma ab. Er studierte an der Universität Greifswald bis zur Promotion 1915 mit der Dissertation Über den Wertbegriff. Dann leistete er 1915/16 Wehrdienst im Ersten Weltkrieg. Anschließend wurde er Studienreferendar und Studienrat überwiegend in Greifswald. An der Universität Greifswald wurde 1928 die Habilitation nicht weitergeführt. Seit 1928 wirkte er als Professor für Philosophie und Pädagogische Psychologie am Pädagogischen Institut Rostock, dessen Aufgabe die Volksschullehrerbildung war. Dabei befasste er sich auch mit der Ganzheitsmethode im Lesenlernen. Er unterzeichnete am 11. November 1933 das Bekenntnis der Professoren an den deutschen Universitäten und Hochschulen zu Adolf Hitler und dem nationalsozialistischen Staat. 1935 wurde das Pädagogische Institut zur Hochschule für Lehrerbildung, die bis 1942 bestand. Anschließend hatte Heyde Lehraufträge für Philosophie in Rostock und Greifswald. Noch im Januar 1945 habilitierte er sich in Innsbruck bei dem ehemaligen Greifswalder Philosophen Walther Schulze-Soelde mit einer Kumulationsschrift.
Bereits ab 1945 wirkte er wieder als Dozent an der Universität Rostock, wo er 1946 eine Professur an der Pädagogischen Fakultät erhielt. Er war Institutsdirektor und Dekan. Nach seiner Abwanderung nach Westdeutschland lehrte er von 1950 bis 1957 (Emeritierung) und weiter bis 1960 an der TU Berlin.
Heyde war zeitlebens ein Schüler Johannes Rehmkes. Insbesondere betätigte er sich als Geschäftsführer der Johannes-Rehmke-Gesellschaft und als Herausgeber ihrer philosophischen Zeitschrift Grundwissenschaft. Als Philosoph beschäftigte sich Heyde u. a. mit der Erörterung des Wertbegriffs. Er leistete außerdem Bedeutsames in den Gebieten der Positivismuskritik, der Neubewertung der Kausalität und der Technikphilosophie.

## Werke
- Grundwissenschaftliche Philosophie, 1924
- Wert. Eine philosophische Grundlegung, 1926
- Technik des wissenschaftlichen Arbeitens, 1930 (10. Aufl. bis 1970)
- Entwertung der Kausalität? Für und wider den Positivismus, 1957
- Wege zur Klarheit. Aufsätze, 1960

## Auszeichnungen
- Im Jahr 1963 wurde er zum Ehrensenator der TU Berlin ernannt.[2]